# Muzikál aneb Cesty ke štěstí
Muzikál aneb Cesty ke štěstí je český film režisérky Slobodanky Radun z roku 2016. Vypráví o partě studentů konzervatoře, kteří na letním soustředění zkoušejí muzikál Starci na chmelu. Ve filmu hrají Anna Fialová, Vica Kerekes, Roman Vojtek, Martin Písařík, Adam Mišík, Vladimír Polívka, Jiří Korn, Václav Kopta, Jaroslava Obermaierová či Josef Laufer, který hrál již v původním filmu Starci na chmelu z roku 1964.

## Výroba
Film vyrobila firma Lumierefilm, producentkou byla Veronika Schwarczová. Film se začal natáčet na konci července 2015 v rekreačním areálu nedaleko Zruče nad Sázavou a dotočen byl v září téhož roku.

## Obsazení
| Anna Fialová           | Tereza               |
| Vica Kerekes           | Beáta                |
| Roman Vojtek           | Pavel                |
| Martin Písařík         | Martin               |
| Adam Mišík             | David                |
| Vladimír Polívka       | Patrik               |
| Jiří Korn              | profesor             |
| Václav Kopta           | řidič autobusu       |
| Josef Laufer           | hajný                |
| Jaroslava Obermaierová | prodavačka           |
| Filip Vlastník         | Mikulášek, syn Beáty |
| Petr Kotvald           | otec Davida          |
| Eduard Klezla          | ředitel              |
| Václav Jílek           | barman               |
| Dan Hong Nhung         | Maya                 |
| Daniela Krahulcová     | Nováková             |
| Brigita Cmuntová       | Viktorie             |
| Štěpán Klouček         | Milan                |

## Recenze
- Mirka Spáčilová, iDNES.cz
- František Fuka, FFFilm
- Věra Míšková, Novinky.cz
- Marek Koutesh, Aktuálně.cz